# 馬萬祺
馬萬祺，GML（1919年10月21日—2014年5月26日），廣東南海人，生于廣州市荔灣區南岸村，中华人民共和国政治人物，原副国级领导人，曾任全國政協副主席、澳門中華總商會永遠會長。

## 生平
馬萬祺於1929年考入南海中學附屬高級小學，入讀五年級。1931年考入南海中學（即現在的广州市第十一中学）。1938年廣州淪陷於日軍時，避居香港，成立泰生行永裕昌，並出任經理。
1941年移居澳門，先後與友人組織恒豐裕行、和生行、大豐銀號、恒記公司等任總監督、總經理等職。1944年與柯麟等出任鏡湖醫院慈善會董事、副董事長、董事會主席。1946年與柯平、何賢等組織新中行。1947年組織大華行任總經理、董事長。
在公共事務方面，1948年至2010年任澳門中華總商會理事、副理事長、副會長、會長。1950年任中華教育會理事、副會長、名譽顧問等職。1952年任勞工教育協進會主任。另外自1950年後在澳曾任籃排球總會、乒乓總會、游泳總會、象棋總會等會長，澳門東亞大學董事會主席、諮詢會主席，濠江中學、培道中學、商訓夜中學、廣大中學、青洲小學、鏡平小學等校董會主席。在國內曾任華南企業公司、廣東華僑投資公司、廣東國際信託投資公司、廣州國際信託投資公司、中國國際信託投資公司董事、副董事長等職。
亦曾任暨南大學、仲愷農業學院副董事長，南海中學、何香凝紀念學校名譽校長，廣東省工商業聯合會副主委、名譽會長，廣東省政協常務委員，中華全國工商業聯合會常委，澳門特別行政區基本法起草委員會副主任委員，澳門立法會議員，澳門中國土特產公司、生建築置業有限公司、聯生發展有限公司、新建華建築置業有限公司董事長等職；在澳門社團界具很大影響力。
他於1980年8月25日政協第五屆全國委員會常務委員會中被選為全國政協委员，1993年3月27日政協第八屆全國委員會第一次會議當選為全國政協副主席，成為首位躋身國家領導人的澳門人，並順利連任第九、十、十一届全国政协副主席。馬萬祺也是第六屆、七屆全國人民代表大會常務委員會委員，第八屆全國人大代表。
馬萬祺於1935年曾患肺病，後由柯麟醫生治好；晚年健康一直良好，並時常出席澳門各大政、商、傳媒界宴會、春茗與接受訪問，或者赴北京參加會議等等。2006年12月6日因心臟不適入住鏡湖醫院，因其地位重要之關係，中央於12月中旬派專家接至北京301醫院休養，時任中共中央總書記兼國家主席的胡錦濤2007年2月20日（年初三）下午赴醫院探望，消息與照片等在2007年2月27日晚上在澳門中華總商會春茗上公開。2009年12月20日下午，正值澳門回歸十周年之際，時任中共中央政治局常委、全國政協主席賈慶林在京看望了馬萬祺。
2014年5月26日18时在北京中国人民解放军第三〇一医院逝世，享年95岁。中央評價馬萬祺先生為「傑出的社會活動家，著名的愛國人士，澳門工商界知名人士，中國共產黨的親密朋友」。

## 纪念
去世後，澳門政府於2018年將通往港珠澳大橋澳門邊檢大樓的道路其中一段（黑沙環至新城A區濠江圓形地）以馬氏名字冠名，命名為「馬萬祺博士大馬路」，以茲紀念。
在逝世4年后，2018年12月18日，在中国共产党主持的改革开放四十周年大会上表彰为改革开放杰出贡献人员。

## 愛好創作詩詞
1937年已有賦詩《同仇抗敵》，並被中國大陸稱「愛國詩人」，有發行個人詩詞集，如《慶澳門回歸─馬萬祺詩詞選粹書畫作品集》。

## 榮譽
- 澳門東亞大學（現澳門大學）工商管理榮譽博士學位。
- 澳葡政府大十字勳章（商業功績，1995年）
- 澳門特別行政區政府授予大蓮花勳章（2001年）
- 廣州大學榮譽校長（2000年12月30日）
- 改革先锋（2018年12月18日）

## 家庭
元配：羅柏心於1943年1月15日結婚，而羅柏心之父羅裕興（羅是長女）也是馬萬祺父親的生意伙伴，於2000年1月23日早上在澳門鏡湖醫院病逝，終年81歲。
育有七子二女，分別為：
- 馬有建，大兒子
- 馬有恆，澳門培道學校教育協進會主席、暨南大學澳門校友會會長
- 馬有禮，澳門行政會成員、澳門中華總商會會長、全國政協委員
- 馬有為
- 馬有仁
- 馬有儀
- 馬有慧，安徽省政協委員
- 馬有信
- 馬有友，澳門同善堂值理

其中三名兒子馬有建、馬有恆和馬有為和四名孫兒馬志成、馬志遠、馬志興、馬志華為香港賽駒「萬馬奔騰」、「萬馬歡騰」（主教山團體）、「萬馬飛騰」（大華賽馬團體）的馬主團體成員。此外，馬有建次子馬志遠、媳婦馬朱嘉文亦是香港賽駒「天空之城」的馬主。

## 外部連結
- 馬萬祺先生生平，2014年6月1日新華網
- 馬萬祺簡介，中國資訊行 （页面存档备份，存于）
- 人民網 馬萬祺活動報道 （页面存档备份，存于）
- 馬萬祺返母校捐贈30萬[永久]，2006年10月17日澳門日報
- 马万祺诗话祖国情 （页面存档备份，存于），吴跃农 著，《新华文摘》1999年第8期
- 馬萬祺：肝膽相照賦新詩 （页面存档备份，存于），2005年5月11日人民日報海外版

| 中华人民共和国政治职务 | 中华人民共和国政治职务                        | 中华人民共和国政治职务          |
| ---------------------- | --------------------------------------------- | ------------------------------- |
| 新頭銜                 | 全國政協副主席（澳门籍） 1993年3月－2013年3月 | 繼任： 何厚铧 2010年3月13日增补 |